# Charles Belgique Hollande de La Trémoille
Charles Belgique Hollande de La Trémoïlle, IV duca di Thouars (1655 – 1º giugno 1709), è stato un nobiluomo francese.

Stemma di Charles Belgique Hollande de La Trémoille.

Charles III de La Trémoille, soprannominato "duc de La Trémoille", deteneva inoltre i titoli di principe di Taranto, comte de Laval, de Montfort e de Benon. Era anche Chevalier des Ordres du Roi e pari di Francia.

## Famiglia
Era il figlio di Henri Charles de La Trémoille ed Emilia d'Assia-Kassel, figlia di Guglielmo V, Langravio d'Assia-Kassel, Charles III Belgique Hollande de La Trémoille discendeva da una famiglia potente ed influente. Era in nipote di Henri III de La Trémoille ed era cugino materno di primo grado della Duchessa d'Orléans cognata del Re Sole. Allevato da calvinista, nel 1668 suo padre si era convertito al cattolicesimo ed in seguito convertì con la forza anche i suoi figli. Sua madre e sua sorella maggiore fuggirono nei Paesi Bassi.
Il 3 aprile 1675 sposò Madeleine de Créquy, membro della importante famiglia Blanchefort-Créquy e figlia unica di Charles III de Créquy ed Anne figlia di Gilles de Saint-Gelais, signore di Lansac, da cui ebbe due figli:
- Marie Armande Victoire de La Trémoille (1677–1717), sposò nel 1696, Emmanuel Théodose de la Tour d'Auvergne, duc de Bouillon et vicomte de Turenne (1668-16 maggio 1730), figlio di Goffredo Maurizio de La Tour d'Auvergne e Maria Anna Mancini.
- Charles Louis Bretagne de La Trémoille (1683 – 1719), che gli succedette come duca di Thouars e duca di La Trémoille; sposò Marie-Madeleine Motier de La Fayette ed ebbe figli

## Ascendenza
|                                              |                              |                                            | Genitori                                        |  |  | Nonni |  |  | Bisnonni                  |  |  | Trisnonni                     |  |
|                                              |                              |                                            |                                                 |  |  |       |  |  | 8. Claude de La Trémoille |  |  | 16. Louis III de La Trémoille |  |
|                                              |                              |                                            |                                                 |  |  |       |  |  | 8. Claude de La Trémoille |  |  | 16. Louis III de La Trémoille |  |
|                                              |                              | 17. Jeanne de Montmorency                  |                                                 |  |  |       |  |  | 8. Claude de La Trémoille |  |  |                               |  |
| 4. Henri de La Trémoille                     |                              |                                            |                                                 |  |  |       |  |  | 8. Claude de La Trémoille |  |  |                               |  |
|                                              |                              | 9. Charlotte Brabantina van Oranje-Nassau  | 18. Willem I van Oranje                         |  |  |       |  |  |                           |  |  |                               |  |
|                                              |                              | 9. Charlotte Brabantina van Oranje-Nassau  | 18. Willem I van Oranje                         |  |  |       |  |  |                           |  |  |                               |  |
|                                              |                              | 9. Charlotte Brabantina van Oranje-Nassau  | 19. Charlotte de Bourbon-Montpensier            |  |  |       |  |  |                           |  |  |                               |  |
| 2. Henri Charles de La Trémoille             |                              | 9. Charlotte Brabantina van Oranje-Nassau  |                                                 |  |  |       |  |  |                           |  |  |                               |  |
|                                              |                              | 10. Henri de La Tour d'Auvergne            | 20. François III de La Tour d'Auvergne          |  |  |       |  |  |                           |  |  |                               |  |
|                                              |                              | 10. Henri de La Tour d'Auvergne            | 20. François III de La Tour d'Auvergne          |  |  |       |  |  |                           |  |  |                               |  |
|                                              |                              | 10. Henri de La Tour d'Auvergne            | 21. Eléonore de Montmorency                     |  |  |       |  |  |                           |  |  |                               |  |
| 5. Marie de La Tour d'Auvergne               |                              | 10. Henri de La Tour d'Auvergne            |                                                 |  |  |       |  |  |                           |  |  |                               |  |
|                                              |                              | 11. Elisabeth van Oranje-Nassau            | 22. Willem I van Oranje (= 18)                  |  |  |       |  |  |                           |  |  |                               |  |
|                                              |                              | 11. Elisabeth van Oranje-Nassau            | 22. Willem I van Oranje (= 18)                  |  |  |       |  |  |                           |  |  |                               |  |
|                                              |                              | 11. Elisabeth van Oranje-Nassau            | 23. Charlotte de Bourbon-Montpensier (= 19)     |  |  |       |  |  |                           |  |  |                               |  |
| 1. Charles Belgique Hollande de La Trémoille |                              | 11. Elisabeth van Oranje-Nassau            |                                                 |  |  |       |  |  |                           |  |  |                               |  |
|                                              | 12. Moritz von Hessen-Kassel | 24. Wilhelm V von Hessen-Kassel            |                                                 |  |  |       |  |  |                           |  |  |                               |  |
|                                              | 12. Moritz von Hessen-Kassel | 24. Wilhelm V von Hessen-Kassel            |                                                 |  |  |       |  |  |                           |  |  |                               |  |
|                                              | 12. Moritz von Hessen-Kassel | 25. Sabine von Württemberg                 |                                                 |  |  |       |  |  |                           |  |  |                               |  |
| 6. Wilhelm V von Hessen-Kassel               | 12. Moritz von Hessen-Kassel |                                            |                                                 |  |  |       |  |  |                           |  |  |                               |  |
|                                              |                              | 13. Agnes zu Solms-Laubach                 | 26. Johann Georg zu Solms-Laubach               |  |  |       |  |  |                           |  |  |                               |  |
|                                              |                              | 13. Agnes zu Solms-Laubach                 | 26. Johann Georg zu Solms-Laubach               |  |  |       |  |  |                           |  |  |                               |  |
|                                              |                              | 13. Agnes zu Solms-Laubach                 | 27. Margarete von Schönburg-Glauchau            |  |  |       |  |  |                           |  |  |                               |  |
| 3. Emilie von Hessen-Kassel                  |                              | 13. Agnes zu Solms-Laubach                 |                                                 |  |  |       |  |  |                           |  |  |                               |  |
|                                              |                              | 14. Philipp Ludwig II von Hanau-Münzenberg | 28. Philipp Ludwig I von Hanau-Münzenberg       |  |  |       |  |  |                           |  |  |                               |  |
|                                              |                              | 14. Philipp Ludwig II von Hanau-Münzenberg | 28. Philipp Ludwig I von Hanau-Münzenberg       |  |  |       |  |  |                           |  |  |                               |  |
|                                              |                              | 14. Philipp Ludwig II von Hanau-Münzenberg | 29. Magdalene von Waldeck                       |  |  |       |  |  |                           |  |  |                               |  |
| 7. Amalie Elisabeth von Hanau-Münzenberg     |                              | 14. Philipp Ludwig II von Hanau-Münzenberg |                                                 |  |  |       |  |  |                           |  |  |                               |  |
|                                              |                              | 15. Catharina Belgica van Oranje-Nassau    | 30. Willem I van Oranje (= 18, 22)              |  |  |       |  |  |                           |  |  |                               |  |
|                                              |                              | 15. Catharina Belgica van Oranje-Nassau    | 30. Willem I van Oranje (= 18, 22)              |  |  |       |  |  |                           |  |  |                               |  |
|                                              |                              | 15. Catharina Belgica van Oranje-Nassau    | 31. Charlotte de Bourbon-Montpensier (= 19, 23) |  |  |       |  |  |                           |  |  |                               |  |
|                                              |                              | 15. Catharina Belgica van Oranje-Nassau    |                                                 |  |  |       |  |  |                           |  |  |                               |  |

## Collegamenti
- Contea di Laval
- Casato di Laval
- Casato di La Trémoille
- Visconte di Thouars